# Brent (Londen)
Brent (London Borough of Brent) is een Engels district of  borough in de regio Groot-Londen, gelegen in het noordwesten van de metropool. De borough telt 329.104 inwoners en heeft een oppervlakte van 43 km². Van de bevolking is 11,5% ouder dan 65 jaar. De werkloosheid bedraagt 5,0% van de beroepsbevolking (cijfers volkstelling 2001).

## Wijken in Brent
- Alperton
- Brent Park
- Brondesbury
- Brondesbury Park
- Cricklewood
- Dollis Hill
- Harlesden
- Kensal Green
- Kilburn
- Kingsbury
- Neasden
- North Wembley
- Northwick Park
- Park Royal
- Preston
- Queensbury
- Queen's Park
- South Kenton
- Stonebridge
- Sudbury
- Tokyngton
- Wembley
- Wembley Park
- Willesden
- Willesden Green

## Geboren
- Kaylen Hinds (1998), voetballer